# ایستگاه ترن
ایستگاه ترن فیلمی به کارگردانی  و نویسندگی ماردوک الخاص محصول سال ۱۳۴۵ است.

## بازیگران
- سهیلا
- منوچهر طایفه
- جلال مقامی
- محسن مهدوی
- دلیله نمازی
- عباس مهردادیان
- گیسو
- رحیم روشنیان
- مینو شفیع
- مهین دیهیم